# کمربند ناهید
کمربند ناهید (به انگلیسی: Belt of Venus یا Venus's Girdle یا Twilight Wedge), یک مرز صورتی-قهوه‌ای رنگ در افق که سایهٔ تیرهٔ زمین را از آسمان بالای آن جدا می‌کند. این پدیده جوی درست پیش از برآمدن یا فرونشستن آفتاب پدیدار می‌شود. دلیل این پدیده پراکنده شدن نور سرخ خورشید در جو می‌باشد. این پدیده همچنین کمان پاد-نیمتاب(anti-twilight arc) نیز نامیده می‌شود.

## نگارخانه

آرایه میلی‌متری بزرگ آتاکاما و Chajnantor در شفق. [۲]
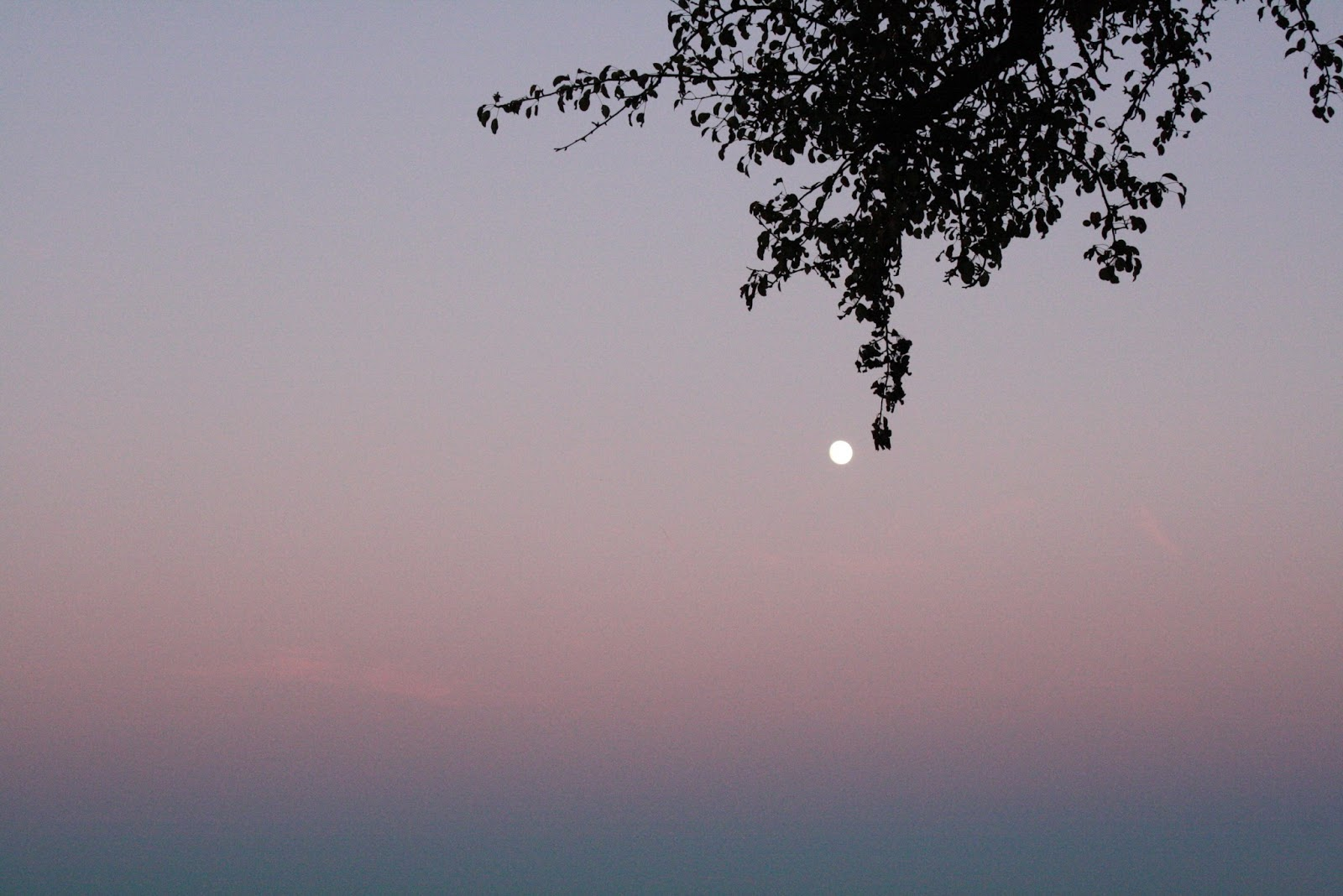
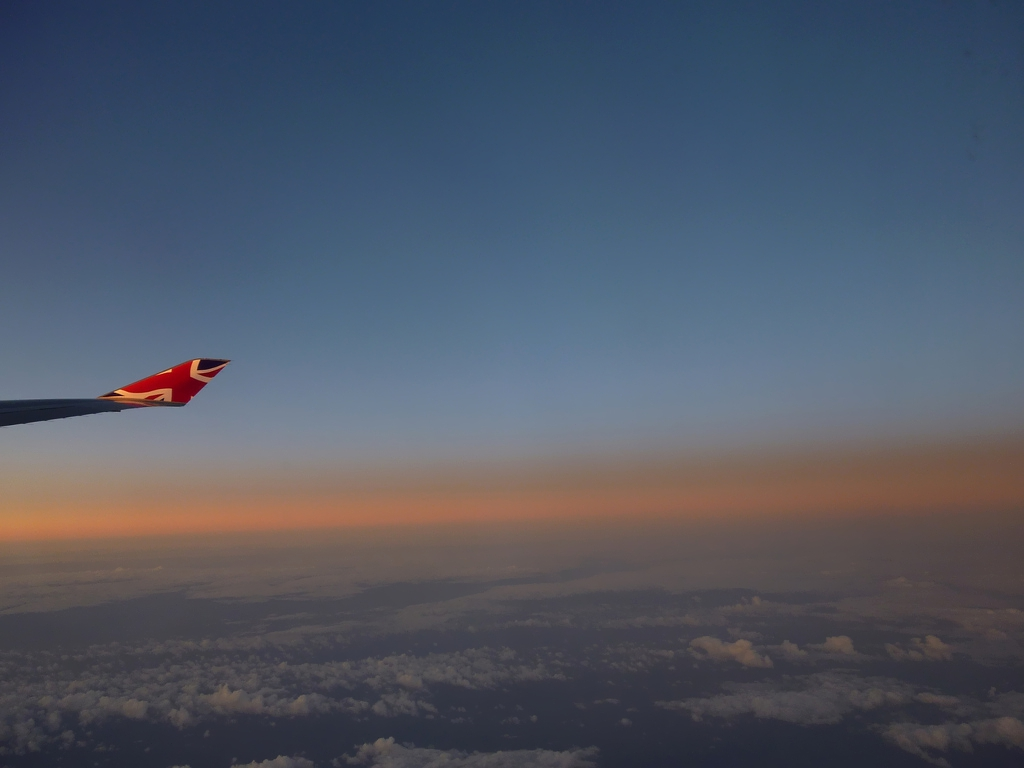
کمربند ناهید نزدیک به ۴۲٬۰۰۰ فوت (۱۳٬۰۰۰ متر)
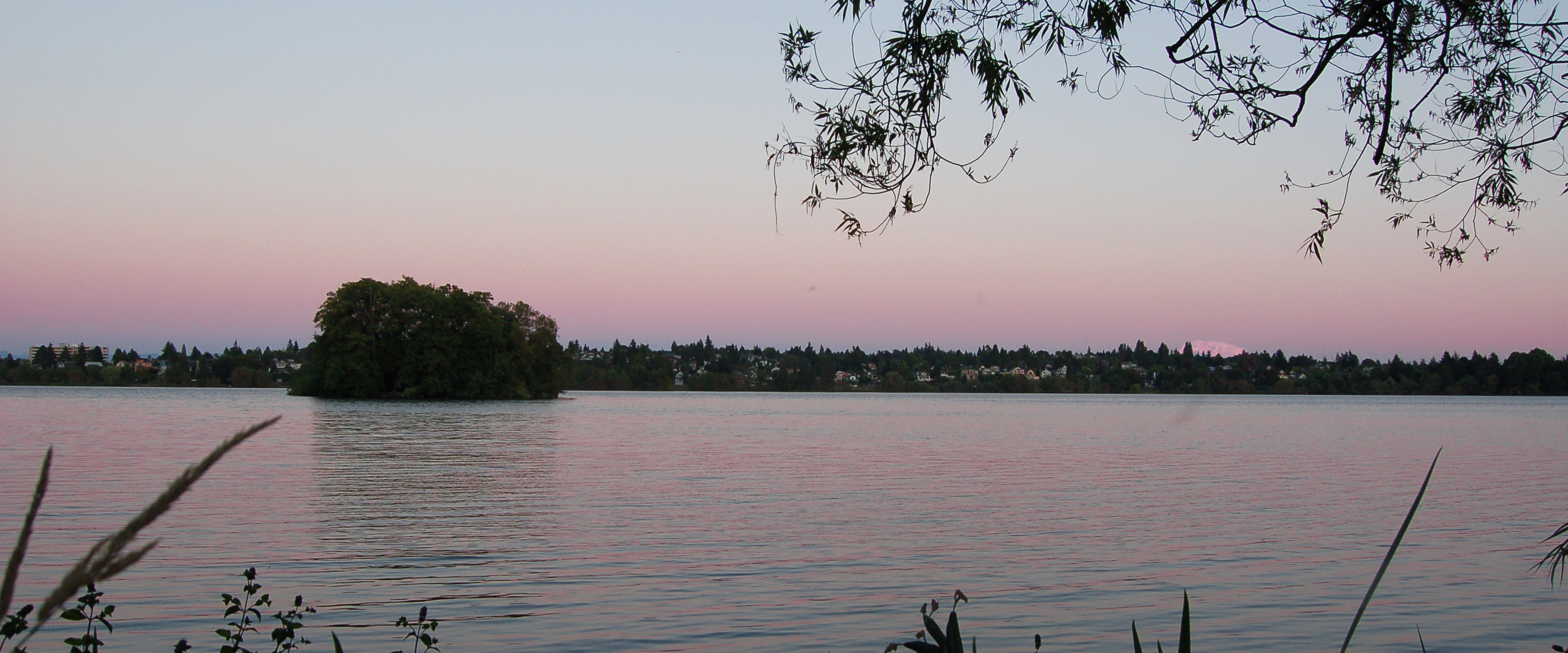